# Votec 221

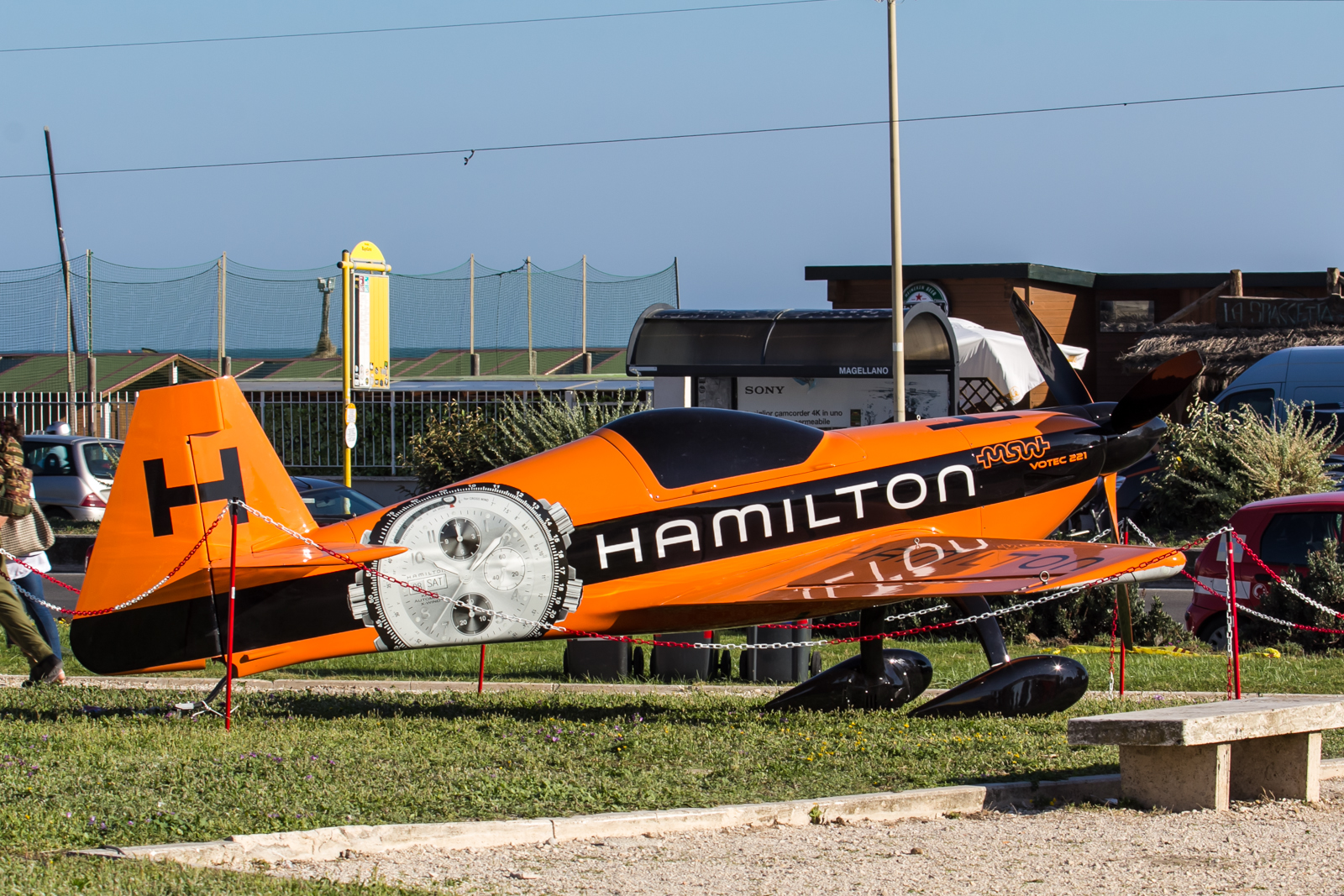
Votec 221

Votec 221 ist ein einmotoriger, einsitziger Mitteldecker. Das Sportflugzeug wurde in der Schweiz entwickelt und von der MSW Aviation AG in Wohlen hergestellt. Die Votec 221 ist in der Kategorie Normal- und Kunstflug zugelassen. Erstflug war 2011.

## Technische Daten
Der Flugzeugrumpf besteht aus einem schutzgasgeschweißten Rahmen aus hochfesten Stahlrohren, der mit Schalen aus kohlenstofffaserverstärktem Kunststoff (KfK) verkleidet ist. Die Tragflächen und Kreuzleitwerk sind in Sandwichbauweise mit KfK-Deckschichten gefertigt. Das Seitenruder hat einen aerodynamischen Ausgleich. Die Ruderpedale sind elektrisch verstellbar. Die Haube der Pilotenkanzel ist einteilig und seitlich aufklappbar ausgeführt.
- Länge: 6,00 m
- Spannweite: 6,30 m
- Höhe: 1,65 m
- Flügelfläche: 7,10 m²
- Flächenbelastung: 84,54 kg/m²
- Leermasse: 420 kg
- max. Startmasse: 600 kg
- Startrollstrecke: ca. 110 m
- Triebwerk:  Lycoming AEIO-390 Vierzylindermotor mit Einspritzung, 160 kW (210 PS) mit redundanter elektrischer Zündung.
- Propeller: Dreiblatt-Verstellpropeller MTV-12-BC; 1,85 m Durchmesser
- Tankkapazität: 120 l im Rumpf, wahlweise Flächenzusatztanks möglich
- Reichweite: rund 740 km, je nach Tankanlage
- Höchstgeschwindigkeit: 435 km/h
- Stallspeed: 104 km/h
- zulässige Lastvielfache: +10/−10g
- Fahrwerk: Spornrad, Heckrad steuerbar durch Seitenruderpedale
- Besatzung: 1